# Unidifusión
La unidifusión o difusión única (en inglés: unicast) es el envío de información desde un único emisor a un único receptor. Se contrapone a multicast o multidifusión (envío a ciertos destinatarios específicos, más de uno), broadcast (radiado o difusión, donde los destinatarios son todas las estaciones en la red) y anycast (el destinatario es único, uno cualquiera no especificado).
El método unicast es utilizado en Internet, y se aplica tanto para transmisiones en vivo y bajo demanda. El método multicast solamente se puede usar en ambientes corporativos, a pesar de algunos esfuerzos aislados para introducirlo en Internet, y se aplica únicamente para transmisiones en vivo.
El efecto que tiene el método de transmisión unicast, sobre los recursos de la red, es de consumo acumulativo. Cada usuario que se conecta a una transmisión multimedia consume tantos kilobits por segundo como la codificación del contenido lo permita.